# 逆井冨士浅間神社
逆井冨士浅間神社（さかさいふじせんげんじんじゃ）は、千葉県柏市の神社。

## 歴史
1693年（元禄6年）に創建された。その後、1775年（延亨2年）に現在地に移転した。
当社では、祭礼で催される独自の囃子「逆井囃子」があり、保存会によって後代に継承されている。

## 交通アクセス
- 逆井駅より徒歩17分。